# Nick Leddy
Nicholas Michael Leddy (* 20. března 1991, Eden Prairie, Minnesota) je americký hokejový obránce, hrající v týmu St. Louis Blues v severoamerické lize NHL. V sezoně 2012/2013 vyhrál s týmem Chicago Blackhawks Stanley Cup.

## Hráčská kariéra

### Amatérská a juniorská kariéra
Od roku 2005 hrál za střední školu Eden Prairie High School, kde v závěrečném roce své středoškolské kariéry nasbíral 45 bodů (12+33) v 31 utkáních a pomohl tak svému týmu k mistrovskému titulu. Za své výkony byl odměněn cenou Mr. Hockey, která se uděluje nejlepšímu hráči na střední škole ve státě Minnesota.
V sezoně 2009-10 hrál za University of Minnesota, kde ve 30 utkáních nasbíral 11 bodů a byl vyhlášen nováčkem roku v týmu Minnesoty.

### Profesionální kariéra
V roce 2009 si ho v 1. kole vybrala Minnesota celkově jako 16. hráče. Ale Minnesota jeho práva příliš dlouho nevlastnila, když je v polovině sezony 2009-10, 12. února 2010, poslala do Chicaga společně s Kimem Johnssonem za obránce Cama Barkera. Ačkoliv mohl ještě další 3 roky hrát na univerzitě Blackhawks se rozhodli, že je dost zralý na vstup mezi profesionály a 27. července 2010 s ním podepsali 3letou nováčkovskou smlouvu.
V přípravném kempu před sezonou 2010-2011 si překvapivě vybojoval místo v sestavě Blackhawks a 7. října 2010 nastoupil v Coloradu ke svému debutu ve věku 19 let a 199 dní, což z něj udělalo nejmladšího obránce Blackhawks od Stevea McCarthyho, který v sezoně 1999-2000 nastoupil jako 18letý. Během celé sezony se v NHL objevili pouze 2 mladší obránci. Po prvních 6 utkáních ho Blackhawks poslali do Rockfordu, kde zůstal do začátku ledna, pak již pravidelně hrál opět za Blackhawks. V nováčkovské sezoně odehrál v NHL celkem 46 utkání a nasbíral 7 bodů, zatím co v AHL nasbíral 10 bodů ve 22 zápasech. V playoff odehrál všech 7 utkání 1. kola proti Canucks, ale nebodoval.
V sezoně 2011-2012 jako jediný obránce Blackhawks odehrál všech 82 zápasů základní části. V první celé sezoně v NHL si vedl celkem dobře, když nasbíral 37 bodů (3+34) a byl 2. nejproduktivnější bek týmu. V playoff nasbíral v 6 zápasech 3 body (1+2) a společně se Seabrookem a Oduyou byli nejproduktivnějšími obránci Blackhawks.
Kvůli výluce v NHL zahájil sezonu 2012-2013 v Rockfordu, kde v 31 zápasech nasbíral 16 bodů (3+13). Ve zkrácené sezoně NHL pak odehrál jako jeden ze 4 hráčů Blackhawks všech 48 zápasů a nasbíral 18 bodů (6+12). V playoff se mu již tolik nedařilo, když v 23 zápasech nasbíral 2 asistence. Ve finálové sérii jej trenér Quenneville v posledních 3 zápasech stavěl do hry jen minimálně. Krátce po zisku Stanley Cupu se 3. července 2013 dohodl s Blackhawks na prodloužení smlouvy o 2 roky s ročním cap hitem 2,7 milionu dolarů.

## Úspěchy

### Individuální úspěchy
- Minnesota Mr. Hockey Award – 2008/09

### Kolektivní úspěchy
- Bronzová medaile na MSJ – 2011
- Zisk Stanley Cupu s Chicagem - 2013

## Klubové statistiky
| Sezona      | Klub                    | Soutěž      | Základní část | Základní část | Základní část | Základní část | Základní část | Play off | Play off | Play off | Play off | Play off |
| Sezona      | Klub                    | Soutěž      | Z             | G             | A             | B             | TM            | Z        | G        | A        | B        | TM       |
| ----------- | ----------------------- | ----------- | ------------- | ------------- | ------------- | ------------- | ------------- | -------- | -------- | -------- | -------- | -------- |
| 2009/10     | University of Minnesota | WCHA        | 30            | 3             | 8             | 11            | 4             | —        | —        | —        | —        | —        |
| 2010/11     | Chicago Blackhawks      | NHL         | 46            | 4             | 3             | 7             | 4             | 7        | 0        | 0        | 0        | 0        |
| 2010/11     | Rockford IceHogs        | AHL         | 22            | 2             | 8             | 10            | 2             | —        | —        | —        | —        | —        |
| 2011/12     | Chicago Blackhawks      | NHL         | 82            | 3             | 34            | 37            | 10            | 6        | 1        | 2        | 3        | 0        |
| 2012/13     | Chicago Blackhawks      | NHL         | 48            | 6             | 12            | 18            | 10            | 23       | 0        | 2        | 2        | 4        |
| 2012/13     | Rockford IceHogs        | AHL         | 31            | 3             | 13            | 16            | 2             | —        | —        | —        | —        | —        |
| 2013/14     | Chicago Blackhawks      | NHL         | 82            | 7             | 24            | 31            | 10            | 18       | 1        | 4        | 5        | 6        |
| 2014/15     | New York Islanders      | NHL         | 78            | 10            | 27            | 37            | 14            | 7        | 0        | 5        | 5        | 0        |
| 2015/16     | New York Islanders      | NHL         | 81            | 5             | 35            | 40            | 25            | 11       | 1        | 3        | 4        | 0        |
| 2016/17     | New York Islanders      | NHL         | 81            | 11            | 35            | 46            | 12            | —        | —        | —        | —        | —        |
| 2017/18     | New York Islanders      | NHL         | 81            | 10            | 32            | 42            | 20            | —        | —        | —        | —        | —        |
| 2018/19     | New York Islanders      | NHL         | 82            | 4             | 22            | 26            | 18            | 8        | 1        | 0        | 1        | 0        |
| 2019/20     | New York Islanders      | NHL         | 60            | 3             | 18            | 21            | 14            | 22       | 3        | 4        | 7        | 0        |
| 2020/21     | New York Islanders      | NHL         | 56            | 2             | 29            | 31            | 8             | 19       | 0        | 6        | 6        | 2        |
| 2021/22     | Detroit Red Wings       | NHL         | 55            | 1             | 15            | 16            | 16            | —        | —        | —        | —        | —        |
| 2021/22     | St. Louis Blues         | NHL         | 20            | 2             | 6             | 8             | 6             | 9        | 1        | 4        | 5        | 2        |
| 2022/23     | St. Louis Blues         | NHL         | 78            | 2             | 21            | 23            | 20            | —        | —        | —        | —        | —        |
| 2023/24     | St. Louis Blues         | NHL         | 82            | 3             | 25            | 28            | 14            | —        | —        | —        | —        | —        |
| NHL celkově | NHL celkově             | NHL celkově | 1 011         | 73            | 338           | 411           | 201           | 130      | 8        | 30       | 38       | 14       |

### Reprezentační statistiky
| 2011                   | USA 20'                | MSJ                    | 6 | 0 | 3 | 3 | 0 |
| Juniorská reprezentace | Juniorská reprezentace | Juniorská reprezentace | 6 | 0 | 3 | 3 | 0 |